# 瑞典农业科学大学

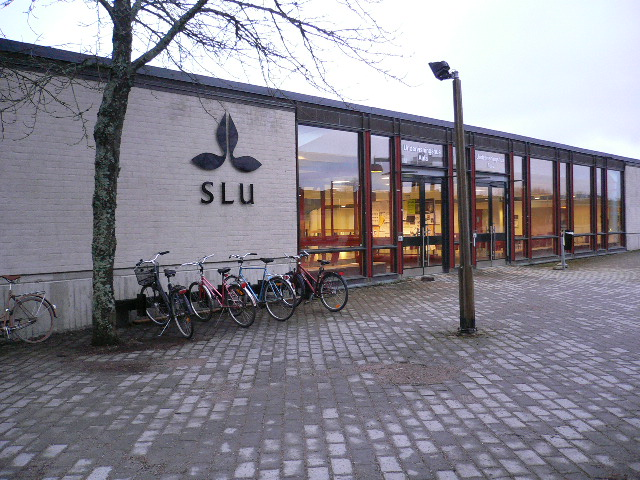

瑞典农业科学大学（瑞典語：Sveriges Lantbruksuniversitet，缩写为“SLU”），是一所瑞典大学。其总部位于乌普萨拉的Ultuna，该校的几个分校区分别位于瑞典的不同地区，其中包括卢马市镇的Alnarp校区，斯卡拉校区和于默奥校区。不同于其他瑞典国立大学，瑞典农业科学大学的经费来自农村事务部的预算。
瑞典农业科学大学设有四个学院：景观规划、园艺与农业科学学院、自然资源与农业科学学院，兽医学和动物科学学院以及森林科学学院。截止2012年，瑞典农业科学大学共有3080名全职员工，3935名全日制本科生，714名研究生和241名教授。
2007年度世界大学学术排名中，瑞典农业科学大学位列瑞典本国的5-9位，欧洲的81-123位以及全球的203-304位。

## 历史
瑞典农业科学大学成立于1977年，是由三个独立的兽医学、林业和农业学院以及一些较小的单位合并而成。与此同时兽医学院和林业学院从斯德哥尔摩搬迁至Ultuna，即原农业学院的校区。两个搬迁学院的旧校址如今属于斯德哥尔摩大学的校区。
与瑞典农业大学本身不同，这些独立学院在合并前均有着悠久的历史。斯卡拉的兽医研究所由彼得·韩奎斯特创建于1775年，他是卡尔·冯·林奈和克洛德·布尔吉拉的学生，克洛德·布尔吉拉则于1762年在里昂创办了世界上第一所兽医学院。从1821年起一个位于斯德哥尔摩的新兽医机构取代了斯卡拉的兽医培训业务。林业研究所于1828年创建于斯德哥尔摩，旨在为已经接受过林业生产培训的人们提供高等教育，并在1915年升级为学院。Ultuna和Alnarp的农业研究所在瑞典皇家农业科学院（1813年建立）的监督下分别成立于1848年和1862年。这些机构和自1814年开始进行的实验活动便是建立于1932年的农业学院的前身。

## 出版物
森林经济学杂志 (ISSN 1104-6899)由Elsevier出版，该杂志隶属于森林经济学系，由Sören Wibe创办。

## 知名校友
- 安娜·蒂拜朱卡教授–坦桑尼亚 土地、住房与人居部部长，前联合国人居署执行主任。